# Edgar Ludlow-Hewitt
Pour les articles homonymes, voir Hewitt.
Edgar Rainey Ludlow-Hewitt est un militaire britannique, né le 9 juin 1886 a  Eckington (Worcestershire), et mort le 15 août 1973.
Officier de la Royal Air Force (RAF), il participe à la Première et à la Seconde Guerre mondiale.